# Jungfru Marie besökelse (Rafael)
Jungfru Marie besökelse eller Jungfru Marie besök är en oljemålning av den italienske renässanskonstnären Rafael och hans lärlingar Gianfrancesco Penni och Giulio Romano. Den målades omkring 1517 och ingår sedan 1837 i Pradomuseets samlingar i Madrid. 
Jungfru Marie besökelse är en episod i Lukasevangeliet (kapitel 1:39–45) där den gravida Jungfru Maria träffar sin släkting Elisabet som är gravid med Johannes Döparen. Elisabet är den äldre kvinnan till vänster. I bakgrunden utspelar sig en händelse som ägde rum flera år senare: Jesu dop som förrättas av Johannes i Jordanfloden. 
Målningen skissades av Rafael som också signerat den i det nedre vänsterhörnet. Men själva utförande stod någon annan konstnär i Rafaels verkstad för; Pradomuseet attribuerar den till Gianfrancesco Penni och Giulio Romano.
Målningen beställdes av Marino Branconio för familjekapellet i kyrkan San Silvestro i L'Aquila. Motivet kan förklaras med att hans hustru hette Elisabet och hans son Giovanni (som Johannes Döparen kallas på italienska). Giovanni var dessutom nära vän till Rafael och är möjligen avbildad i Självporträtt med en vän (1518–1519). Jungfru Marie besökelse konfiskerades 1655 av spanska trupper som förde den till El Escorial. En kopia är utställd i kyrkan i San Silvestro.